# Alexeï Rétinski
Alexeï Rétinski (en : Alexey Retinsky ; ukr : Oleksii Retynskii) est un compositeur et artiste autrichien d'origine russo-ukrainienne, né le 14 novembre 1986 à Simferopol, Crimée.

## Biographie
Né dans une famille de musiciens de Simferopol, les premières expériences musicales de Retinsky consistaient à jouer des instruments à vent. Il est diplômé de l'école de musique, maîtrisant le hautbois, le saxophone et la trompette. En parallèle, il a commencé à étudier la composition. Il a ensuite étudié la composition et la composition électroacoustique à l'Académie de musique de Kiev et à l'Université des Arts de Zurich. Ses études de doctorat ont été conclues à l'Université de musique et des arts de la scène de Graz par Beat Furrer. Depuis 2014, il vit et travaille à Vienne.

## Développement musical
L'œuvre de Retinsky est vaste; il est créateur de musique symphonique, de chambre et électronique, ainsi que de musique pour le théâtre, l'installation et la performance. Ses œuvres musicales et divers projets ont été exécutés au Théâtre Mariinsky, National Philarmonic of Ukraine, Museums Quartier in Vienna, Museum Joaneum Graz, Dresdner Zwinger, Gaudeamus Muziekweek (NL), par les Festivals CIME / ICEM Denton (États-Unis), MDR Muisiksommer Eisenach et bien d'autres. En commun avec le studio Idee und Klang, il crée de la musique électroacoustique pour le Musée national suisse de Zurich, l'Imperial War Museum de Londres, le King Abdulaziz Center for World Culture en Arabie Saoudite.
En plus de son travail de compositeur et de musicien, Rentisky peint et fait de la photographie argentique.

## Quelques œuvres

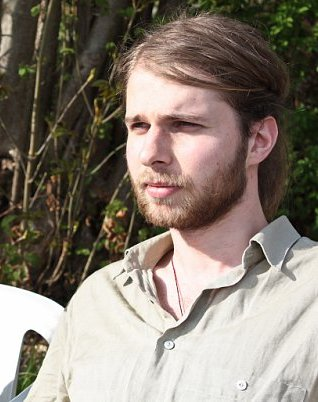
Alexeï Rétinski en 2011.

### Musique pour orchestre
- "Ultima Thule" (Lat.: Last Island) pour 23 cordes, cymbales et cloches (2009)
- Symphonie "De profundis" pour grand orchestre symphonique (2009-2010)

### Musique de chambre et musique d'ensemble
- Trio pour violon, violoncelle et piano (2007)
- "Lament" pour violon et piano (2008)
- "Subito" pour flûte et piano (2008)
- "Shades of white" pour deux violoncelles et piano (2010)
- "Dreams of the bird" pour violon et piano (2010-2011)
- Quatuor à cordes "C-Dur" pour deux violons, alto et violoncelle (2011)
- "Punctum Nulla" (Lat.: Le point de non-retour) bande à huit canaux (2012)
- Bande stéréo «Sleeping Music» (2012-2013)
- "... et le chemin était large" pour piano (2012-2013)
- Installation audiovisuelle "Le monde sans moi" (2013)
- "Hamlet_Babylon" musique incidente pour trois voix folk-féminines, deux violoncelles, flûte et cassette stéréo (2013)
- Installation de Hamlet. Bande stéréo (2013)
- "Deux oiseaux et un ciel" pour deux violons (2014)

## Filmographie
- 2021 : Médée (Медея), d'Aleksandr Zeldovitch